# Молодёжный (Иркутский район)
Молодёжный — посёлок в Иркутском районе Иркутской области. Административный центр Молодёжного муниципального образования. 
В посёлке расположен Иркутский государственный аграрный университет имени А. А. Ежевского (ИрГАУ), более известный как Иркутский сельскохозяйственный институт (ИСХИ). В народе Молодёжный часто называется ИСХИ.

## География
Посёлок находится на правобережье реки Ангары, по южной стороне Байкальского тракта, в 12 км к юго-востоку от центра Иркутска. Около посёлка находятся 2 залива Ангары: Щучий и Топка.

## Население
| 2002 | 2010  | 2011  | 2012  | 2021  |
| ---- | ----- | ----- | ----- | ----- |
| 1259 | ↗6640 | ↗6686 | ↗7170 | ↗9219 |